# Crottendorf

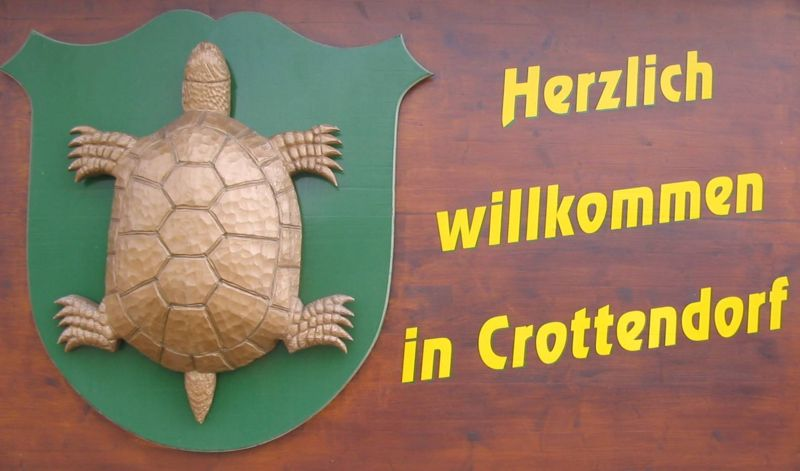
Ortseingang von Crottendorf

Crottendorf ist eine Gemeinde im sächsischen Erzgebirgskreis an der Zschopau. 

## Geografische Lage und Gemeindegliederung
Crottendorf liegt im Erzgebirge an den nördlichen Ausläufern des Fichtelbergs, direkt am Beginn des Zschopautals. Der Ort zieht sich auf einer durchschnittlichen Höhe von 650 m auf einer Länge von fast 6 km von Nord nach Süd an der Zschopau entlang. Im Osten wird er durch die Hänge des Schießbergs (795 m) und des Liebensteins (756 m), im Westen durch die flacher zulaufenden Wiesen- und Heidegebiete bis zum Fuße des Scheibenbergs (807 m) eingegrenzt.
Zu Crottendorf gehört seit dem 1. Januar 1999 der Ortsteil Walthersdorf.

## Geschichte

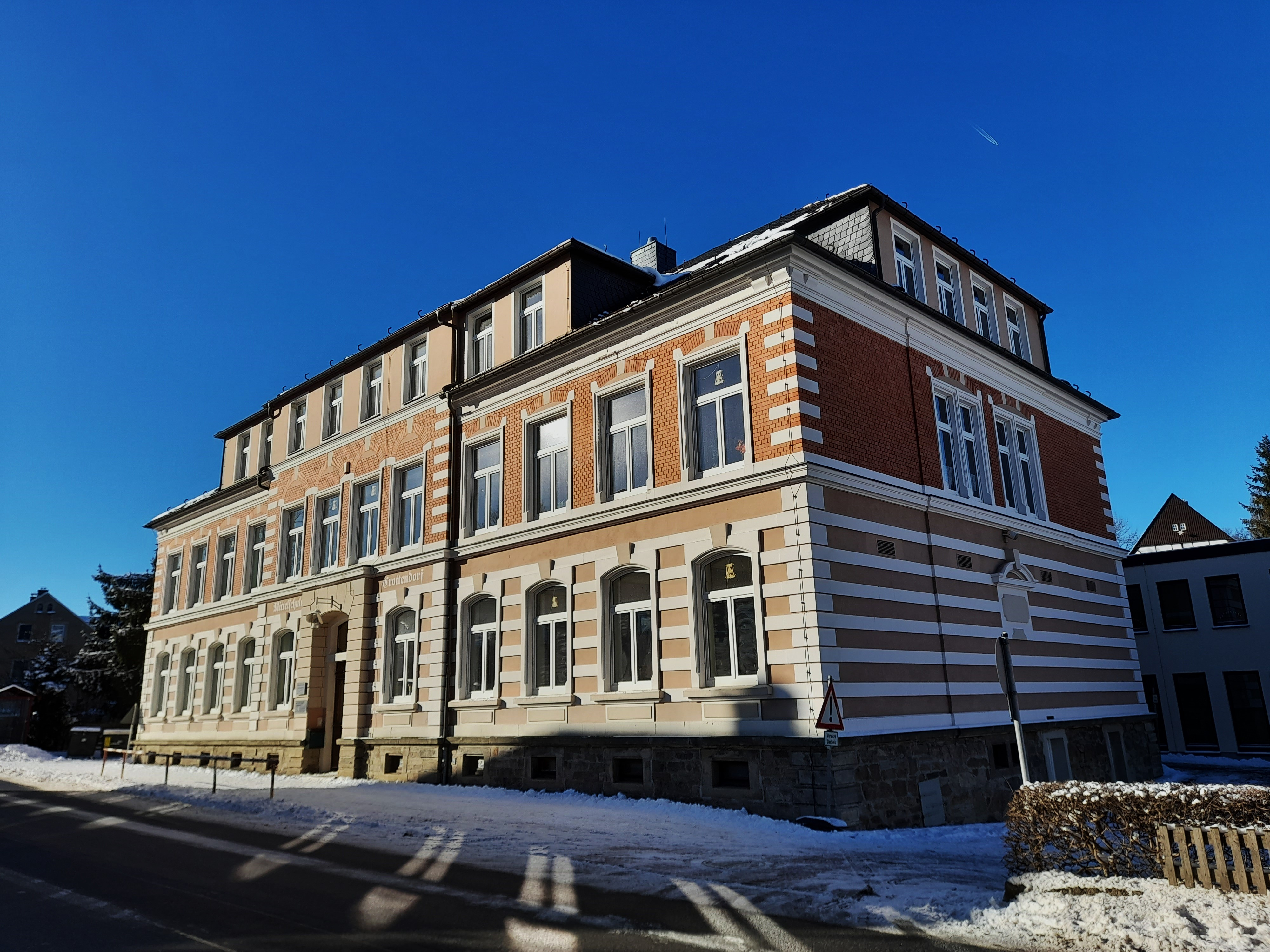
Neue Oberschule Crottendorf

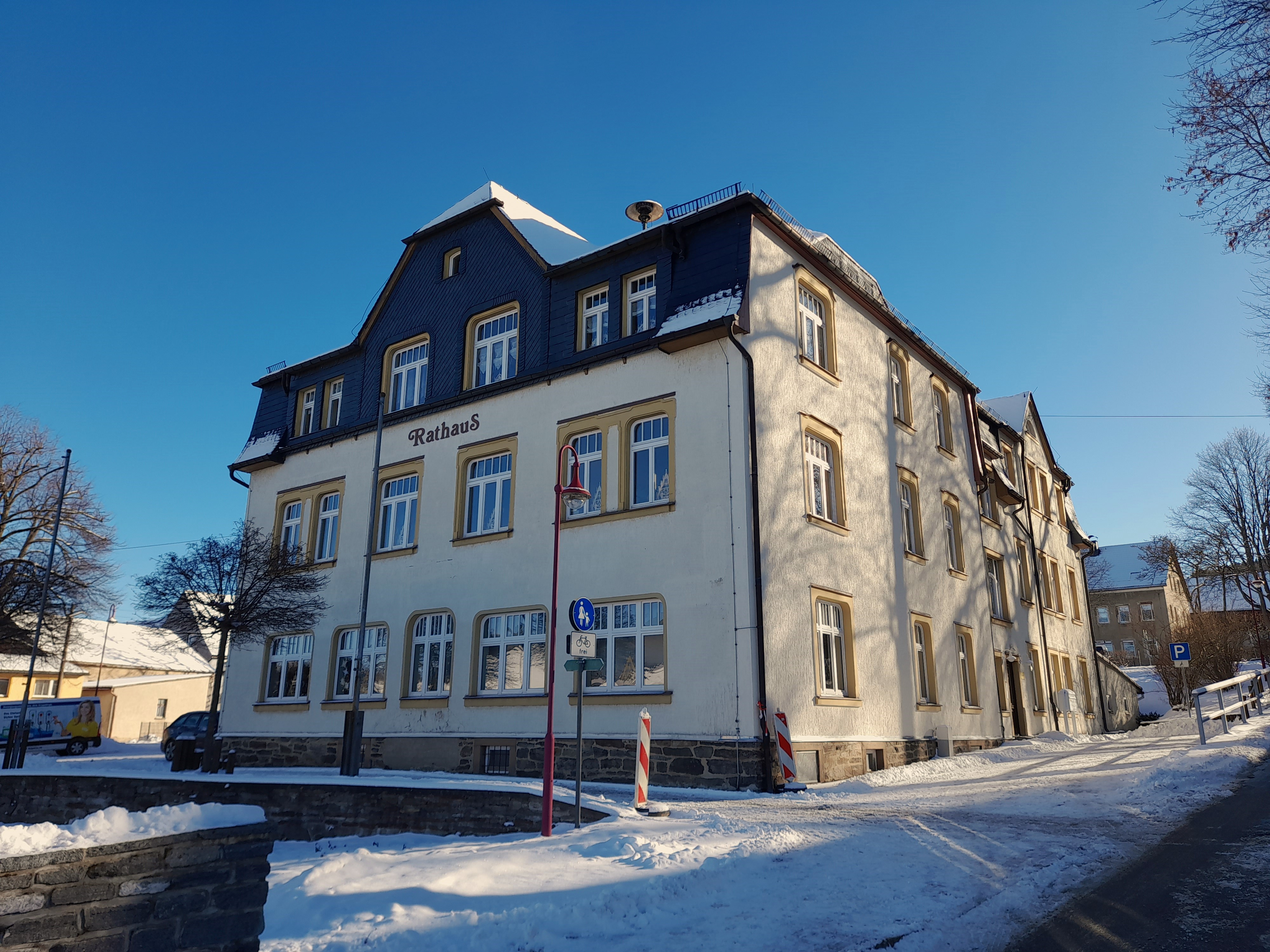
Rathaus Crottendorf

Das genaue Gründungsjahr von Crottendorf ist nicht überliefert. Man geht allerdings davon aus, dass der Ort Mitte des 12. Jahrhunderts als Erblehen der Meinheringer in der Grafschaft Hartenstein gegründet wurde. Ursprünglich wurde Crottendorf als bäuerliches Waldhufendorf mit angeblich 16 Hufen angelegt.
Gegründet wurde der Ort Crottendorf auf dem Gebiet, das zum Reichslehen der Meinheringer gehörte. Die Burg der Meinheringer in diesem Gebiet wird erst als Burg Hartenstein, dann als Schloss Hartenstein bezeichnet. Das Reichslehen wird 1157 erstmals bezeugt und die Burg wurde 1170 fertiggestellt.
Im Jahr 1406 wurde die Grafschaft Hartenstein von den Meinheringern an den Herrn Veit von Schönburg verpfändet. In der Verpfändungsurkunde vom 2. Juli 1406 wird Crottendorf zum ersten Mal urkundlich erwähnt. Durch Einfälle der Hussiten zwischen 1406 und 1438 wurde das Dorf ausgeplündert und die Kirche so geschändet, dass sie nach ihrem Wiederaufbau vom Bischof neu geweiht werden musste. 1439 wurden die Schönburger endgültig Besitzer der Grafschaft Hartenstein und damit auch Lehnsherren über Crottendorf.
Aufgrund des Erzreichtums des Gebirges wurden in der Umgebung die Bergstädte Scheibenberg (1522) und Oberwiesenthal (1527) gegründet. In Crottendorf selbst gab es keine Silbervorkommen, es war jedoch ein wichtiger Ort zur Verwaltung der „Hohen Wälder“.
1539 führten die Schönburger in ihrem Land, zu dem auch Crottendorf gehörte, den evangelischen Glauben ein. 1559 verkauften die Schönburger den östlichen Teil der Grafschaft Hartenstein, den so genannten „oberwäldischen“ Teil, für 146.000 Gulden an die Wettiner. Damit gehörte Crottendorf und die umliegenden Orte als Amt Crottendorf zu Kursachsen.
Mehrmals weilten sächsische Kurfürsten zur Jagd in Crottendorf. Ebenfalls 1559 wurde erstmals der Kalkabbau in Crottendorf erwähnt.
Während des Dreißigjährigen Krieges wurde Crottendorf wiederholt von plündernden und mordenden Truppen überfallen. Diese schleppten auch die Pest ein. Das Jahr 1633 gilt als besonders schlimmes Pestjahr. Nach dem Krieg wurde die von einem Blitz beschädigte Kirche wiederaufgebaut und 1654 eingeweiht.
1712 wurden in Crottendorf zum ersten Mal Kartoffeln angebaut. 1771 und 1772 kam es zu schlimmen Missernten. Im Jahre 1772 starben 331 Menschen an Hungersnot. Das waren ungefähr siebenmal so viel Todesfälle wie in anderen Jahren. Trotz der Kriege und Hungersnöte hatte Crottendorf um das Jahr 1800 etwa 1700 Einwohner.
In den Jahren 1836, 1837, 1878 und 1898 wurden Schulgebäude gebaut. Die beiden jüngeren dienen auch heute noch als Schule.
1889 wurde zusammen mit der Eisenbahn-Strecke Schwarzenberg–Annaberg-Buchholz die Stichstrecke von Walthersdorf nach Crottendorf eröffnet. Die 6 km lange und überwiegend durch die Straßen Crottendorfs und Walthersdorfs führende Strecke erlangte durch die Wiederaufnahme des Dampfbetriebes im Jahre 1982 überregionale Bekanntheit, nachdem dieser 1977 schon einmal eingestellt worden war. 1996 legte der Betreiber die 1988 wieder „verdieselte“ Strecke still, im Jahre 2000 wurde die Trasse abgebaut.
Im Ersten Weltkrieg fielen 175 Soldaten aus Crottendorf. Zu diesen kamen noch viele Vermisste und zivile Tote. Im Zweiten Weltkrieg starben 221 Crottendorfer Männer, hinzu kamen wieder viele Vermisste und zivile Opfer.
Nach dem Krieg stieg die Einwohnerzahl von Crottendorf durch zugewanderte Flüchtlinge und Wismut-Bergarbeiter auf ca. 8000. Im Juni 1945 wurde Crottendorf Teil der sowjetischen Besatzungszone und war auch von 1948 bis 1954 sowjetische Garnison. Der Kreis Annaberg wurde wegen des Uranabbaus von der sowjetischen Besatzungsmacht bis 1959 zur Sperrzone erklärt. In Crottendorf selbst wurde kein Uran abgebaut.

### Ursprung der Ortsbezeichnung
Woher der Name Crottendorf stammt, ist nicht gänzlich geklärt. Es existieren drei Vermutungen zu seinem Ursprung.
Die erste Erklärung ist, dass die ersten Siedler so viele Kröten bzw. Schildkröten vorfanden, dass sie dem neu gegründeten Dorf ursprünglich den Namen „Krötendorf“ gaben. Diese Meinung korrespondiert auch mit dem Dorfwappen, das eine gelbe Schildkröte auf grünem Grund zeigt.
Eine zweite Erklärung besagt, dass der Lokator des Dorfes, ein Ritter von Crotten aus dem kleinen Ort Crottendorf bei Bindlach in Franken war. Mit dieser Erklärung korrespondieren die Fakten, dass das Dorf ursprünglich auf fränkische Art angelegt wurde und dass mit dem fränkischen Ort sowohl sprachliche als auch architektonische Gemeinsamkeiten bestehen.
Eine dritte Erklärung stammt vom Kunsthistoriker Herman Grimm. Seiner Meinung nach ist der Name des Ortes auf den germanischen Gott Crodo zurückzuführen.

### Einwohnerentwicklung
Am 3. Oktober 1990 zählte Crottendorf 5.485 Einwohner.
Folgende Einwohnerzahlen beziehen sich auf den 31. Dezember des voranstehenden Jahres:
| 1993 bis 1997 - 1993: 5.249 - 1994: 5.170 - 1995: 5.133 - 1996: 5.116 - 1997: 5.060 | 1998 bis 2002 - 1998: 5.029 - 1999: 5.023 - 2000: 4.950 - 2001: 4.891 - 2002: 4.847 | 2003 bis 2007 - 2003: 4.776 - 2004: 4.725 - 2005: 4.636 - 2006: 4.564 - 2007: 4.481 | ab 2009 - 2009: 4.336 - 2012: 4.198 - 2013: 4.140 |

Quelle: Statistisches Landesamt des Freistaates Sachsen

## Politik

### Gemeinderat
Seit der Gemeinderatswahl am 9. Juni 2024 verteilen sich die 16 Sitze des Gemeinderates folgendermaßen auf die einzelnen Gruppierungen:
- Freie Wähler Bürgerforum e. V.: 10 Sitze
- CDU: 6 Sitze

| Liste                          | 2024   | 2024   | 2019   | 2019   | 2014   | 2014   |
| Liste                          | Sitze  | in %   | Sitze  | in %   | Sitze  | in %   |
| ------------------------------ | ------ | ------ | ------ | ------ | ------ | ------ |
| Freie Wähler Bürgerforum e. V. | 10     | 60,8   | 12     | 73,5   | 10     | 62,5   |
| CDU                            | 6      | 39,2   | 4      | 26,5   | 6      | 35,2   |
| FDP                            | –      | –      | –      | –      | –      | 2,2    |
| Wahlbeteiligung                | 74,0 % | 74,0 % | 71,1 % | 71,1 % | 58,7 % | 58,7 % |

### Bürgermeister
Bürgermeister ist seit 2015 Sebastian Martin.
| Wahl | Bürgermeister    | Vorschlag | Wahlergebnis (in %) |
| ---- | ---------------- | --------- | ------------------- |
| 2022 | Sebastian Martin | Martin    | 69,9                |
| 2015 | Sebastian Martin | Martin    | 54,2                |
| 2008 | Bernd Reinhold   | Reinhold  | 64,4                |
| 2001 | Bernd Reinhold   | Reinhold  | 88,8                |
| 1994 | Bernd Reinhold   | F.D.P.    | 82,4                |

### Gemeindepartnerschaften
Partnerkommunen der Gemeinde Crottendorf sind der Markt Feucht und die Gemeinde Bindlach in Bayern sowie die Gemeinde Radonice in Tschechien. Der Ortsteil Walthersdorf hat mit Reute (Breisgau) in Baden-Württemberg eine Partnerschaft geschlossen.

## Museum

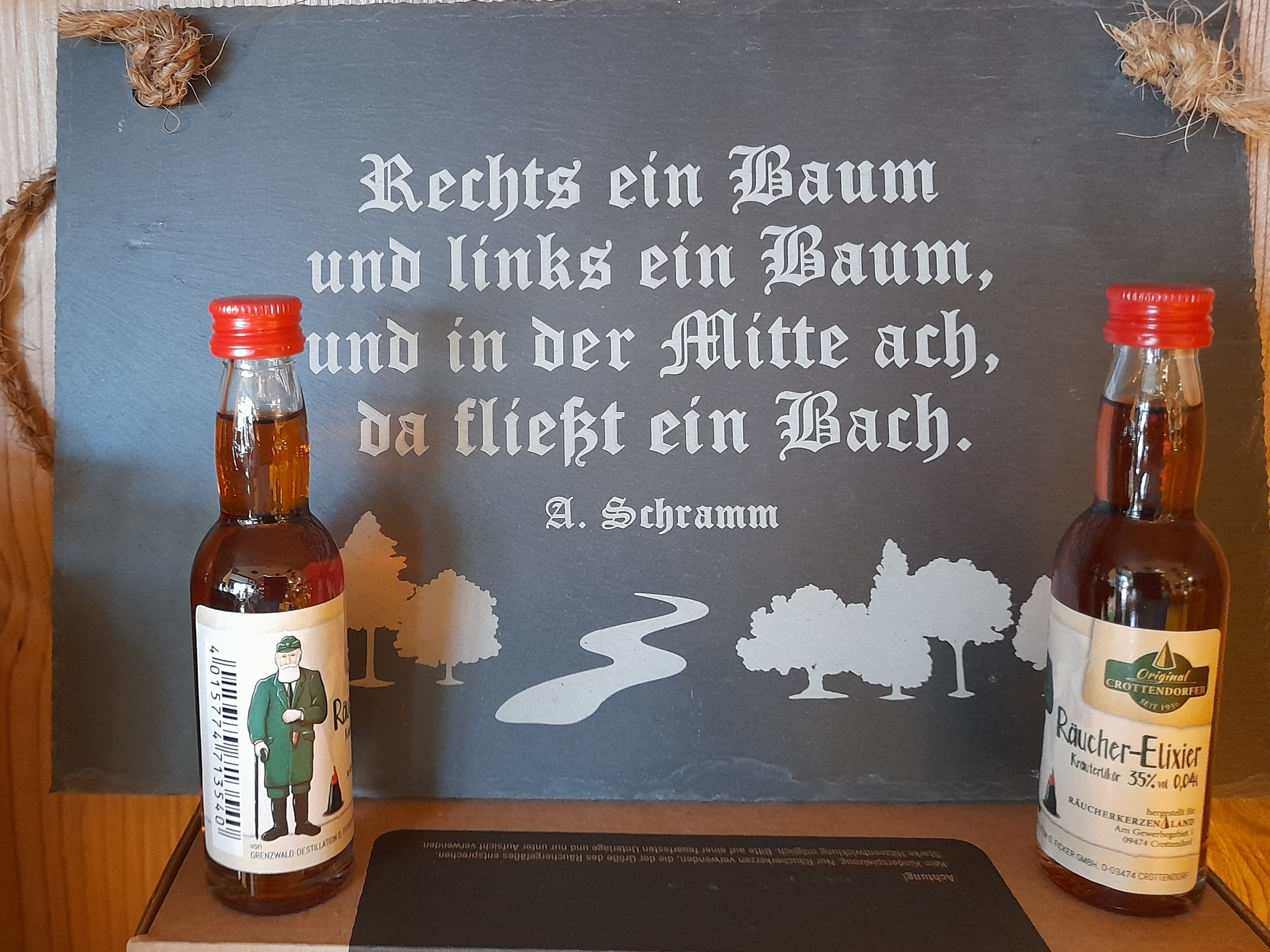
Crottendorfer Kräuterlikör im Crottendorfer Räucherkerzenland

Eine in Crottendorf in früherer Zeit angesiedelte Destille erzeugte einen sehr gefragten Kräuterlikör. Die Likörfabrik wurde nach der Wende in das Crottendorfer Schnaps-Museum umgewandelt. Die Besucher können historische Gerätschaften und Behältnisse anschauen wie Eichenholzfässer, Obstpressen, Destillierapparaturen, Likörmischer, Abfüll- und Verschließmaschinen, mit denen eine Schau-Produktion aufrechterhalten wird. Das gesamte Sortiment der hergestellten Spirituosen, darunter der Grenzwald-Kräuterlikör, die Fichtelberger Tropfen oder der Vogelbeerlikör können gekostet und erworben werden.

## Kultur und Sehenswürdigkeiten
- siehe auch: Liste der Kulturdenkmale in Crottendorf

### Naturschutz
- Siehe auch: Liste der Naturdenkmale in Crottendorf

### Kirchen
- Die barocke, evangelisch-lutherische Dreifaltigkeitskirche wurde 1654 am Standort einer aus dem 13. Jahrhundert stammenden Wehrkirche erbaut. Sie verfügt über eine reich verzierte Kassettendecke mit 240 Feldern. Kanzel und Altar stammen aus der zweiten Hälfte des 17. Jahrhunderts. Der Taufstein (1839) besteht aus Crottendorfer Marmor. Die Kirche bildet zusammen mit der Kantorschule (1658–1663) und dem Pfarrhaus ein sehenswertes baulich intaktes Ensemble des 17. Jahrhunderts.[12]
- Die evangelisch-methodistische Friedenskirche wurde 1907 fertiggestellt. Genau 90 Jahre später wurde als Anbau ein neu errichtetes Gemeindehaus eingeweiht.[13] Zur Pflege der Kirchenmusik unterhält die Gemeinde unter anderem einen Posaunenchor.
- Schließlich befinden sich im Ort noch die Landeskirchliche Gemeinschaft (August-Bebel-Straße) und im Ortsteil Walthersdorf die Zionskirche (siehe Bild) sowie ein gesonderter Betsaal.[12]

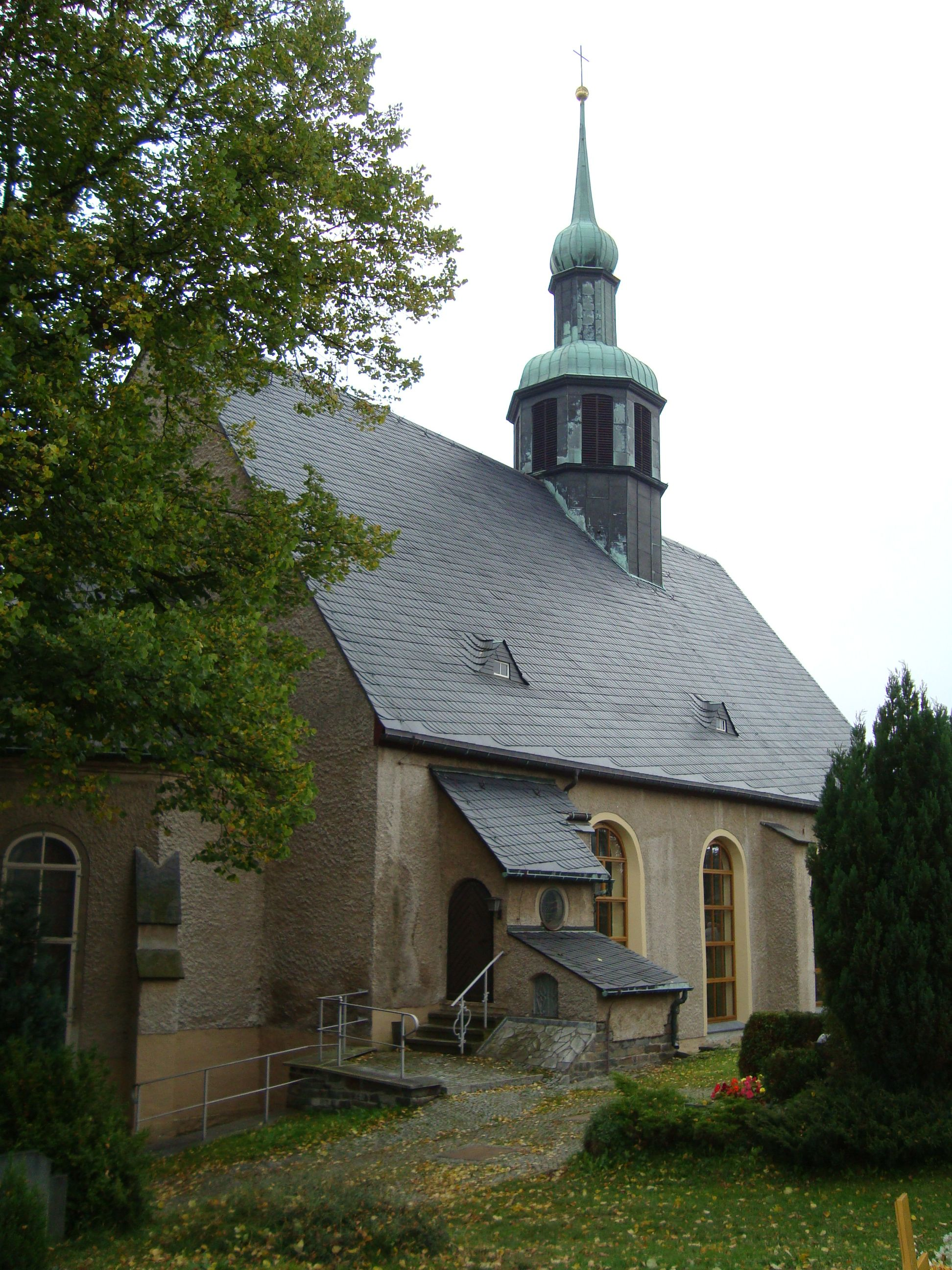
Dreifaltigkeitskirche Crottendorf
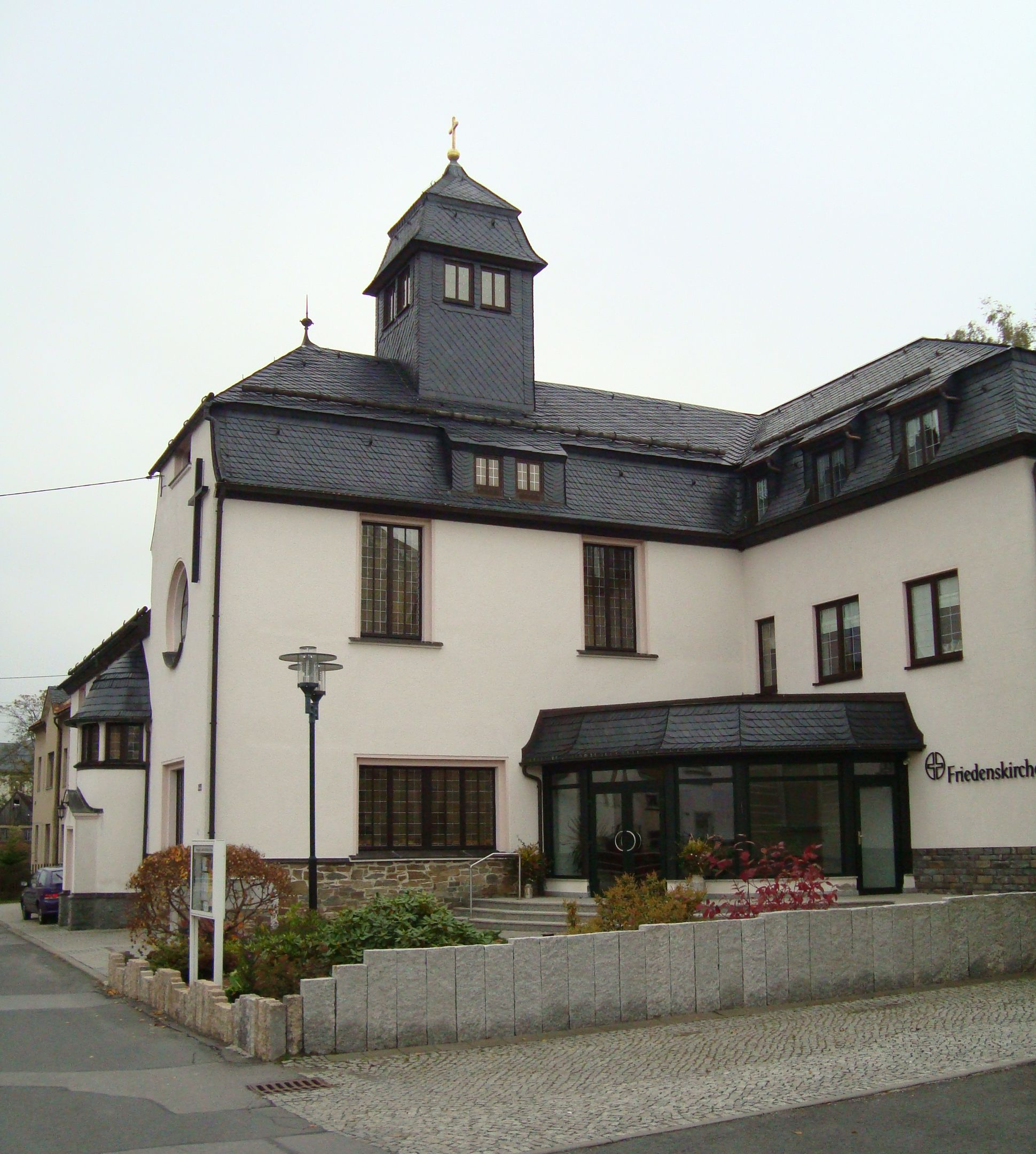
Friedenskirche Crottendorf
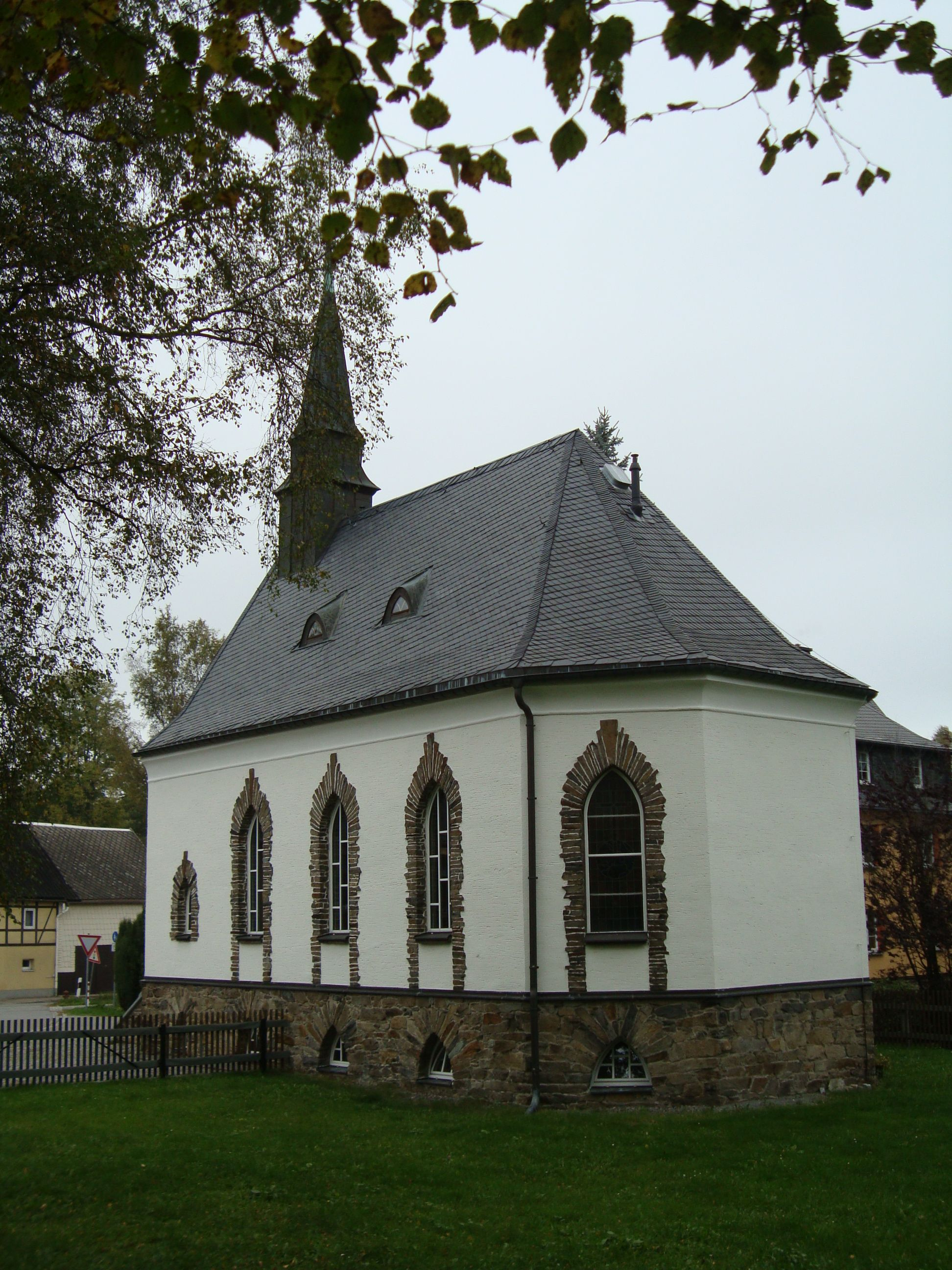
Zionskirche im Ortsteil Walthersdorf

### Historische Bauwerke

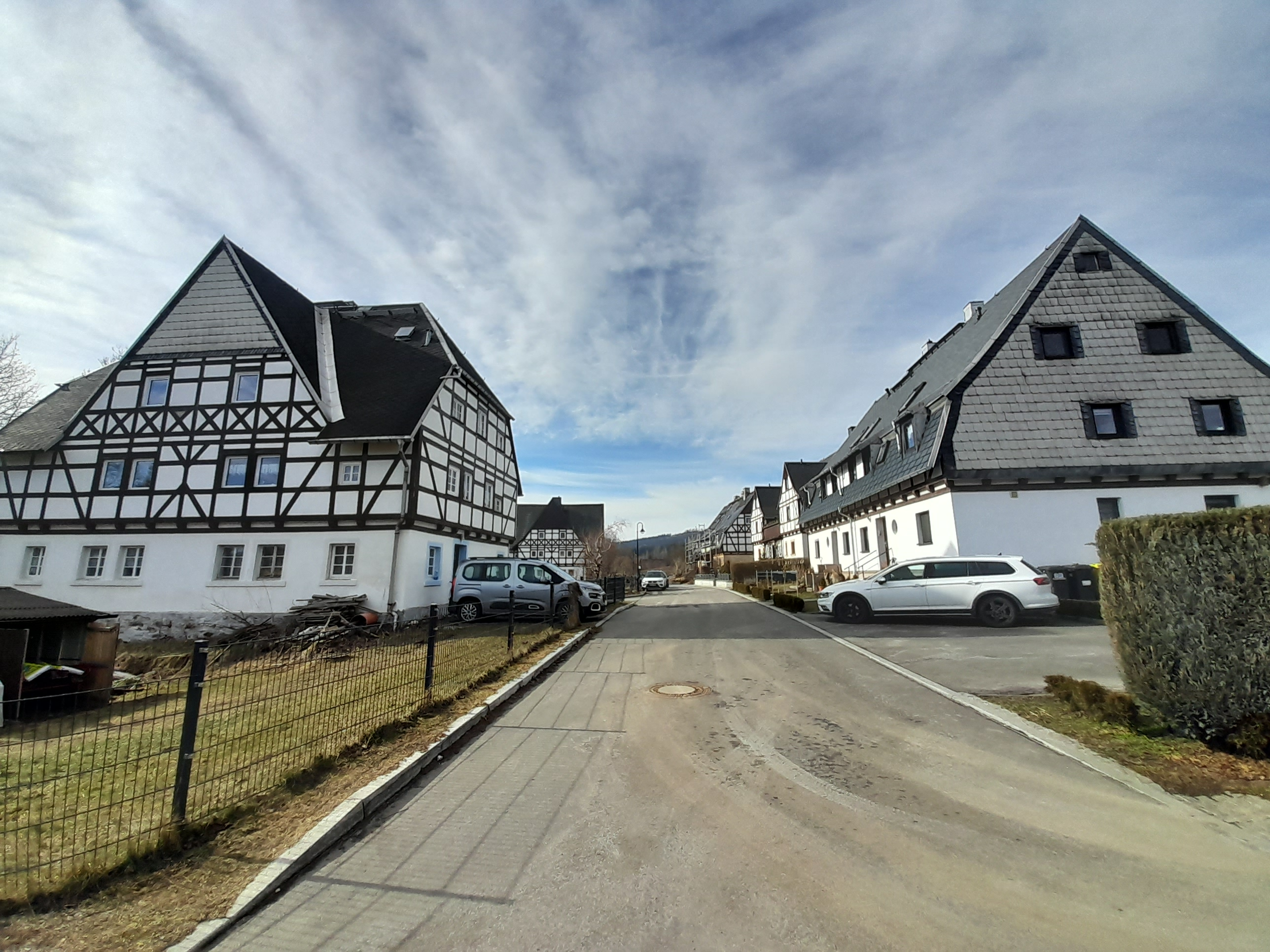
Adler-Kolonie (Walthersdorf)

- Kirchschule (Nebengebäude Pfarrhaus) mit einem Fachwerkobergeschoss aus dem 17. Jahrhundert
- Adlerkolonie im Ortsteil Walthersdorf[12]
- Wolfner Mühle (Ruine eines Erholungsheims) im Mittweidatal

## Gedenkstätten
- Denkmal im Park zur Erinnerung an den kommunistischen Landtagsabgeordneten Richard Schneider, der bis 1934 im KZ Colditz inhaftiert war und 1941 an den erlittenen Misshandlungen starb. Es wurde 1991 abgetragen.
- Grabstätten und Gedenkstein auf dem Ortsfriedhof für Verfolgte des Naziregimes

## Wirtschaft und Infrastruktur

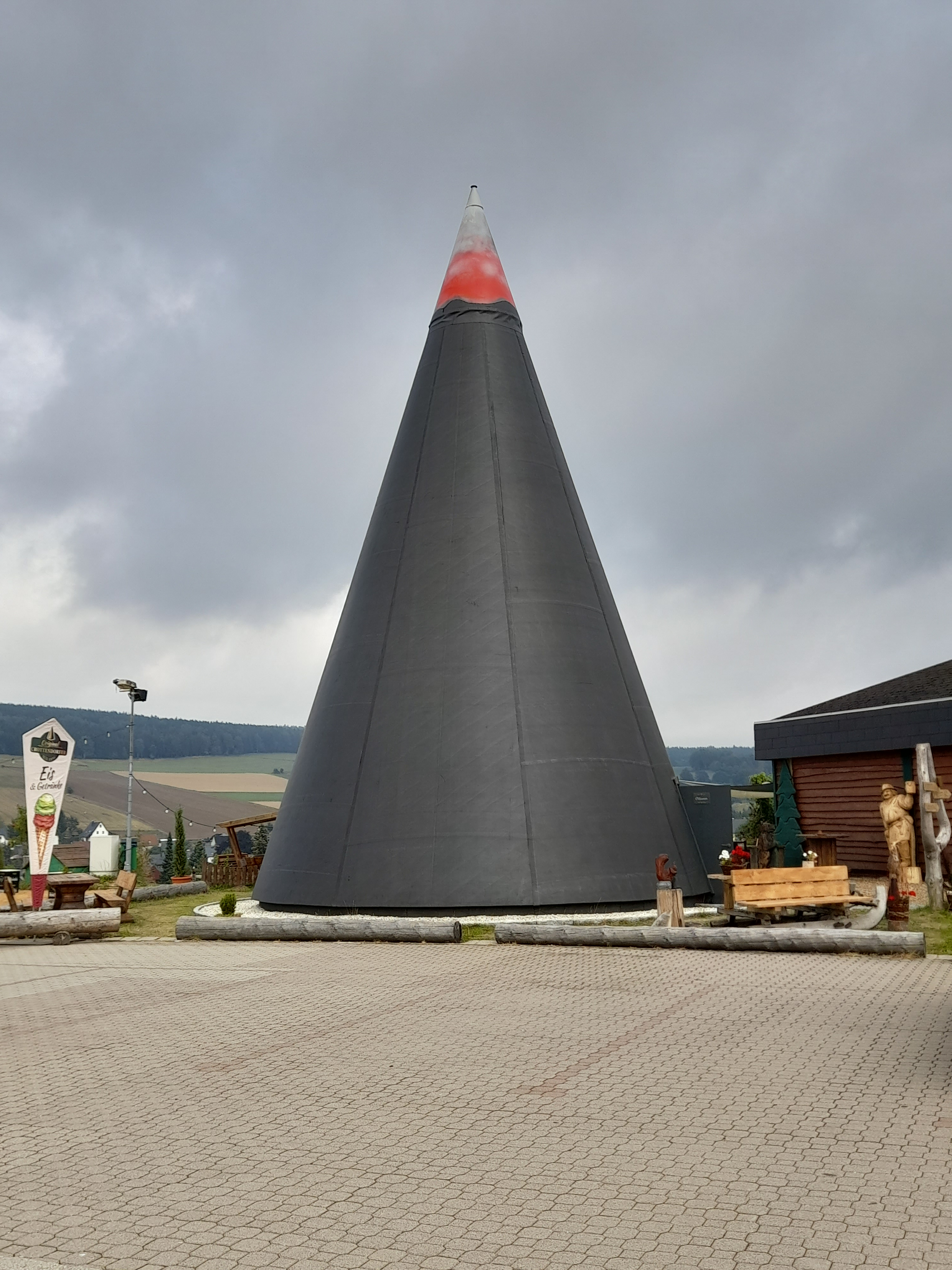
Größte Räucherkerze der Welt im Crottendorfer Räucherkerzenland

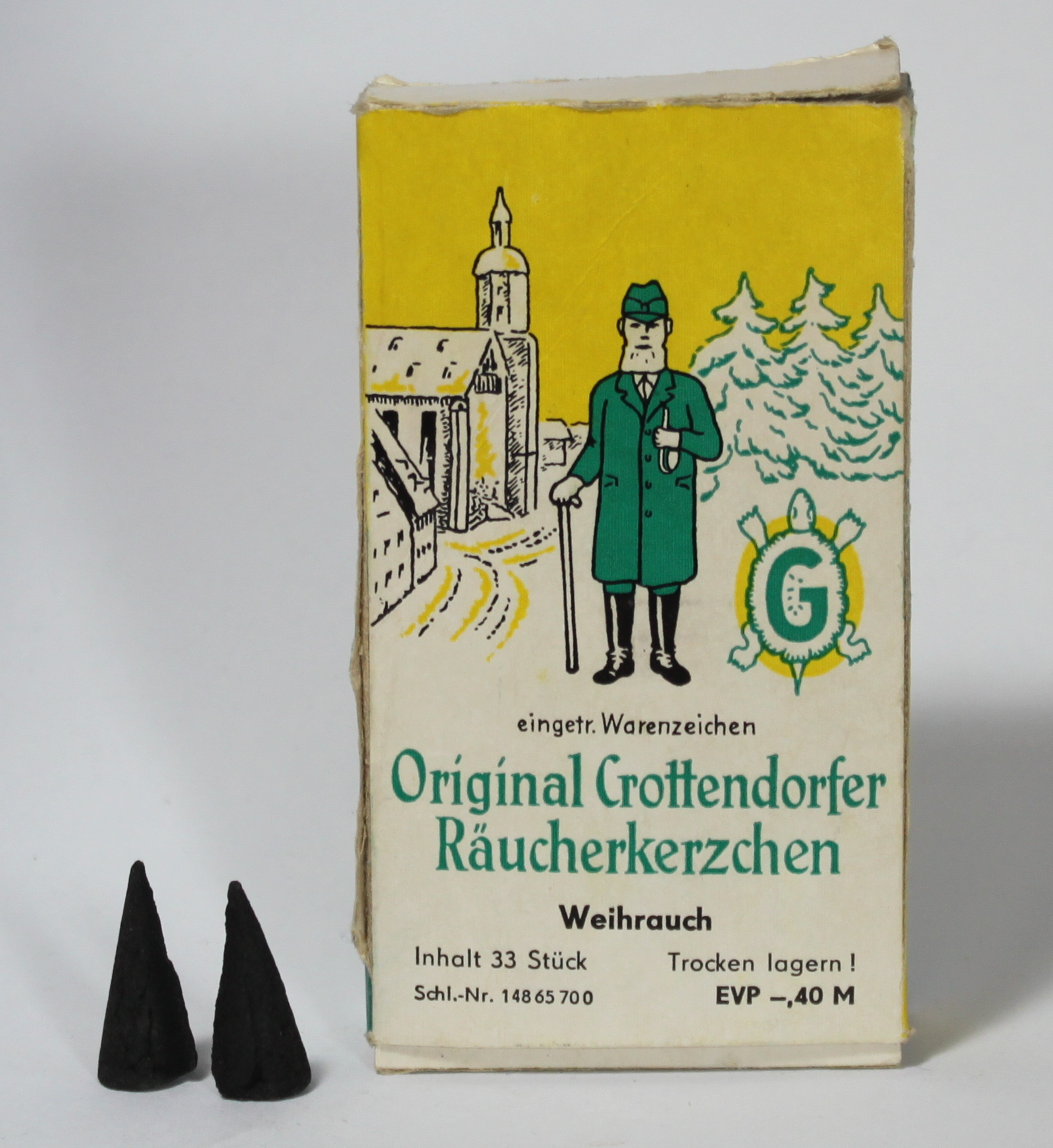
Historische Räucherkerzenschachtel

### Industrie und Verkehr
- Crottendorf ist durch die Herstellung der Original Crottendorfer Räucherkerzen bekannt geworden. Die Crottendorfer Räucherkerzen GmbH betreibt das Räucherkerzenland, wo Besucher die Tradition und handwerkliche Herstellung der Räucherkerzen kennenlernen können.
- Seit dem Jahr 2002 gibt es in Crottendorf die Modellbahnmanufaktur, die für Modelleisenbahner detailgetreue Nachbildungen vor allem von Dampf-Lokomotiven herstellt, bevorzugt für die Spuren H0 und TT.[14]
- Das Werk N4 der HOPPE AG Stadtallendorf hat sich in Crottendorf angesiedelt und gilt als größter privater Arbeitgeber des oberen Erzgebirges. Hier sind ca. 580 Mitarbeiter (Stand August 2018) mit der Herstellung und dem Vertrieb von Tür- und Fensterbeschlägen beschäftigt.
- Bis zum 30. Dezember 1996 war Crottendorf Endpunkt der Bahnstrecke Walthersdorf–Crottendorf, die im Bahnhof Walthersdorf von der Bahnstrecke Annaberg-Buchholz–Schwarzenberg abzweigte. Sie wurde hauptsächlich von Zügen der Relation (Scheibenberg–)Schlettau–Crottendorf befahren und führte mitten durch den Ort. Somit konnte sie mit teilweise nur 15 km/h befahren werden und es musste auf allen Zügen ein Beimann auf der Lokomotive mitfahren. Bekannt wurde sie durch den erneuten Einsatz von Dampflokomotiven der Baureihe 86 im Zeitraum 1982–1988.

### Freizeit
Die Gemeinde Crottendorf investierte 2006 in einen neuen Lift. Betreiber dieses Liftes ist der örtliche Skiverein. Neben dem Skilift, der durch den Neubau eine Streckenänderung erfahren hat, betreibt der Verein eine Mittelstation zur Einkehr.

## Persönlichkeiten

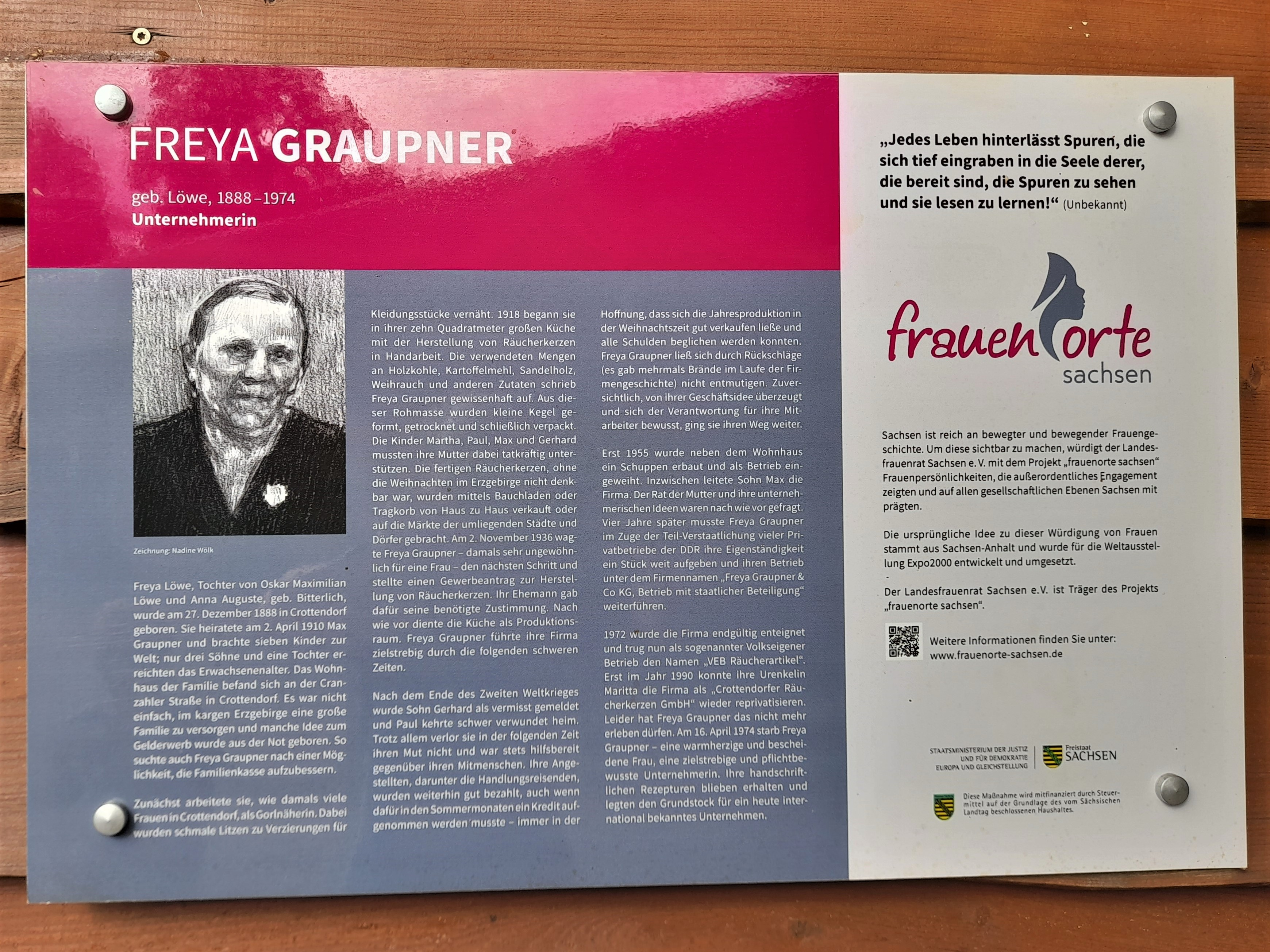
Frauenorte Sachsen, Infotafel Freya Graupner am Crottendorfer Räucherkerzenland

### Söhne und Töchter des Ortes
- Crottendorfer Spatzen, Gesangsgruppe
- Otto Peuschel (1867–1932), Mundartdichter und -sänger
- Richard Schneider (1876–1941), Landwirt und Politiker der KPD
- Freya Graupner (1888–1974), Unternehmerin, Gründerin der Fa. Freya Graupner, Vorläuferin der heutigen Crottendorfer Räucherkerzen GmbH
- Werner Völger (1908–unbekannt), Regisseur, Drehbuchautor, Produzent und Schauspieler
- Georg Gehler (1927–2020), Landwirtschaftspädagoge, Heimatforscher, Genealoge und Autor
- Joachim Süß (* 1932), Zithersolist, Mundartsprecher und -sänger
- Eberhard Heiße (* 1933), Jugendevangelist, Mitarbeiter der evangelischen Jugendarbeit, Autor und Träger des Bundesverdienstkreuzes
- Fred Gehler (1937–2023), Filmkritiker und Filmpublizist
- Klaus Süß (* 1951), Grafiker, Buchillustrator und Autor

### Personen mit Bezug zum Ort
- Johann Georg Reuschel (1636–1710), Schullehrer, Kantor und Komponist von Kurzmessen
- Jürgen Stabe (1938–2015), Theologe
- Carsten Mohe (* 1972), Rallyefahrer